# اثر چرخ-واگن
اثر چرخ-واگن (از سوی دیگر به آن اثر چرخ-کالسکه یا اثر استروبوسکوپی می‌گویند) یک خطای دید است که در آن به نظر می‌رسد چرخ پره‌ای متفاوت از چرخش واقعی خود می‌چرخد. چرخ ممکن است کندتر از چرخش واقعی به نظر برسد، ممکن است ثابت به نظر برسد یا در جهت مخالف چرخش واقعی به نظر برسد. این آخرین شکل از این اثر گاهی اوقات اثر چرخش معکوس نامیده می‌شود.
اثر چرخ-واگن بیشتر در فیلم‌ها یا تصاویر تلویزیونی از کالسکه‌ها یا واگن‌ها در فیلم‌های وسترن دیده می‌شود، به هر حال ضبط هر شیء چرخانِ به‌طور منظم پره‌دار، آن را نشان می‌دهد، مانند روتور بالگرد، پروانه هواگرد و آگهی بازرگانی خودرو. در این رسانه‌های ضبط‌شده، این اثر در نتیجهٔ دُش‌نمایی زمانی است. همچنین معمولاً هنگامی که یک چرخ درحال چرخش توسط نور سوسو زن روشن می‌شود، دیده می‌شود. این شکل‌هایی از این اثر به عنوان اثرات استروبوسکوپی شناخته می‌شوند: این چرخش هموار اصلی چرخ فقط به‌طور متناوب قابل مشاهده است. نسخه ای از اثر چرخ-واگن نیز در زیر روشنایی پیوسته دیده می‌شود.